# Der Verrat (Roman)
Der Verrat ist ein Roman des US-amerikanischen Autors John Grisham. Die Originalausgabe erschien 1998 unter dem Titel The Street Lawyer, die deutsche Ausgabe erstmals 1999 bei Hoffmann & Campe.

## Inhalt
Der junge Anwalt Michael Brock hat einen gut bezahlten Job mit Aufstiegschance, eine schöne Wohnung, ein teures Auto und eine Frau. Er träumt vom großen Geld – bis zu dem Tag, als er und acht seiner Kollegen in der Kanzlei, in der er arbeitet, von einem Obdachlosen, der sich nur „Mister“ nennt, als Geiseln genommen werden. Mister wirft den Anwälten vor, nur an sich zu denken, gierig zu sein und kein Geld an die Armen zu spenden. Die Geiselnahme endet damit, dass Mister von einem Scharfschützen der Polizei erschossen wird.
Von nun an überdenkt Brock seine Einstellung zu Erfolg und Geld. Durch die Geiselnahme kommt er in Kontakt mit Mordecai Green, der eine Kanzlei für Mittellose leitet. Der Winter in Washington ist kalt und die Notunterkünfte sind überfüllt. Green ruft Brock an und bittet ihn, ihm in einer Notunterkunft zu helfen. Zum ersten Mal in seinem Leben muss Brock sich mit einem solchen Ausmaß von Elend auseinandersetzen. Als Helfer in der Notunterkunft lernt er Lontae Burton kennen, die mit ihren vier Kindern in einem stillgelegten Auto schlafen muss. Als Brock wenige Tage später in der Zeitung lesen muss, dass die Familie in ihrem Auto erstickt ist, findet er schnell heraus, dass sie nur in dem Wagen schlafen mussten, weil sie von der Kanzlei, in der er selbst arbeitet, unrechtmäßig auf die Straße gesetzt wurden. Brock versucht, mehr über den Fall zu erfahren und stiehlt mit Hilfe eines Anwaltsgehilfen eine Akte.
Da Brock nun weiß, in welche Machenschaften seine Kanzlei verstrickt ist und die Kanzlei für die Armen Hilfe benötigt, entschließt er sich, auf Erfolg und Geld zu verzichten und von nun an als Straßenanwalt den Armen zu helfen. Als der Verlust der Akte in der Kanzlei bemerkt wird, gerät Brock schnell in das Fadenkreuz der Polizei und seiner ehemaligen Kanzlei, die nun alles daran setzt, die Akte zurückzubekommen.
Brock und Green beschließen daraufhin im Namen von Lontae Burton Klage einzureichen und das Medieninteresse zu nutzen, um Aufmerksamkeit auf die Probleme der Obdachlosen zu lenken. Doch Brocks alte Kanzlei gibt nicht auf. Zum Schluss kommt es zu einem außergerichtlichen Vergleich über 5 Millionen Dollar und Brock wird wegen des Diebstahls der Akte für neun Monate die Anwaltslizenz entzogen, was seine Arbeit für die Kanzlei der Armen aber nicht beeinträchtigt. Im letzten Kapitel wird erzählt, wie der Vorsitzende von Brocks alter Kanzlei zu diesem ins Büro kommt und, vom schlechten Gewissen geplagt, deren Hilfe anbietet. Er macht den Vorschlag, dass fortan jeder Anwalt der Kanzlei regelmäßig umsonst für die Armen arbeiten muss.

## Hintergrund
Der Roman erschien in einer Startauflage von 2,8 Millionen Exemplaren.
2002 wurde von ABC ein Pilot für eine einstündige Dramaserie gedreht, die auf Der Verrat basieren sollte. Die Fernsehserie wurde jedoch nicht beauftragt.